# Cryptothele alluaudi
Cryptothele alluaudi är en spindelart som beskrevs av Simon 1893. Cryptothele alluaudi ingår i släktet Cryptothele och familjen Zodariidae.
Artens utbredningsområde är Seychellerna. Inga underarter finns listade i Catalogue of Life.